# Millersburg (Oregon)
Millersburg – miasto w Stanach Zjednoczonych, w stanie Oregon, w hrabstwie Linn.